# Уставна криза у Босни и Херцеговини (2021–2025)
Кризе у Босни и Херцеговини и Републици Српској односи се на текуће политичке, правне и институционалне тензије између власти Републике Српске и централних органа Босне и Херцеговине. Криза проистиче из неслагања око државног уређења, улоге међународних институција и статуса Републике Српске у оквиру БиХ.
Република Српска је створена Дејтонским споразумом 1995. године, а тензије са централном влашћу су присутне од тада. Ипак, криза је значајно ескалирала после 2015. године, када су лидери РС почели отворено да доводе у питање легитимитет државних институција БиХ.

## Рани знаци кризе
Године 2021., тензије су порасле када је Милорад Додик, председник Републике Српске, покренуо иницијативу за одржавање референдума којим би се испитала легитимност суда и тужилаштва БиХ. Ово је било схваћено као директан изазов територијалном интегритету Босне и Херцеговине.
Влада Републике Српске је почела да повлачи представнике из централних институција БиХ, попут правосуђа, полиције и пореске управе.
Такође је појачан отпор чланству БиХ у НАТО, док је Додик тражио јаче везе са Србијом и Русијом.

## Ескалација и политички сукоби
Криза је достигла врхунац 2021. године, када је влада Републике Српске најавила повлачење из државних институција БиХ, што је многима изгледало као корак ка отцепљењу.
Канцеларија високог представника (ОХР) је наметнула закон којим се забрањује негирање геноцида, што је у Републици Српској одбијено као нелегитимна одлука.
Додик је наставио да блокира реформе везане за НАТО, што је додатно заоштравало политичку ситуацију.

## Текуће тензије
Криза је и даље актуелна, са сталним политичким сукобима, правним споровима и дипломатским притисцима. Лидери Републике Српске настављају да инсистирају на већој аутономији, док међународна заједница упозорава на опасност од дестабилизације БиХ.

## Главни узроци кризе
- Спорови око државне власти – Република Српска оспорава надлежности централне власти БиХ, тврдећи да су оне супротне Дејтонском споразуму.
- Противљење међународном надзору – Република Српска сматра да Канцеларија високог представника (ОХР) нелегално намеће законе и ограничава њену аутономију.
- Сецесионистичка реторика – Милорад Додик и званичници РС су више пута изјавили да разматрају могућност отцепљења Републике Српске и приближавања Србији.

## Међународне реакције
ЕУ и САД су изразиле забринутост и увеле санкције Додику и његовим сарадницима. Русија подржава РС и противи се мешању Запада у БиХ. Србија одржава добре односе са РС, али није званично подржала њено отцепљење. Њемачка ускоро уводи нове санкције  Додику, фирмама које су повезане са њим и члановима породице